# Coupe du monde de bobsleigh 2011-2012
Navigation
Édition précédente Édition suivante
L'édition 2011-2012 de la Coupe du monde de bobsleigh se déroule entre le 2 décembre 2011 et le 11 février 2012, suivie des championnats du monde de Lake Placid du 13 au 26 février 2012.

## Règlement
| Période / Place | 1   | 2   | 3   | 4   | 5   | 6   | 7   | 8   | 9   | 10  | 11  | 12  | 13  | 14  | 15  | 16 | 17 | 18 | 19 | 20 | 21 | 22 | 23 | 24 | 25 | 26 | 27 | 28 | 29 |
| --------------- | --- | --- | --- | --- | --- | --- | --- | --- | --- | --- | --- | --- | --- | --- | --- | -- | -- | -- | -- | -- | -- | -- | -- | -- | -- | -- | -- | -- | -- |
| 2011            | 225 | 210 | 200 | 192 | 184 | 176 | 168 | 160 | 152 | 144 | 136 | 128 | 120 | 112 | 104 | 96 | 88 | 80 | 74 | 68 | 62 | 56 | 50 | 45 | 40 | 36 | 32 | 28 | 24 |

## Classement général

### Bob à 2 masculin
| Pos. | Bobeur           | IGL | PLA | WIN | ALT | KON | MOR | WHI | CAL | Points |
| ---- | ---------------- | --- | --- | --- | --- | --- | --- | --- | --- | ------ |
| 1    | Beat Hefti       | 1   | 3   | 2   | 3   | 1   | 2   | 3   | 1   | 1695   |
| 2    | Maximilian Arndt | 7   | 4   | 4   | 2   | 6   | 1   | 2   | 3   | 1573   |
| 3    | Alexsandr Zubkov | 9   | 8   | 7   | 4   | 5   | 5   | 4   | 5   | 1416   |
| 4    | Lyndon Rush      | 6   | 5   | 6   | -   | 2   | 6   | 1   | 4   | 1339   |
| 5    | Manuel Machata   | 8   | 7   | 23  | 8   | 3   | 3   | 5   | 2   | 1332   |
| 6    | Oskars Melbardis | 4   | 9   | 3   | 6   | 9   | 9   | -   | 6   | 1200   |
| 7    | Gregor Baumann   | 10  | 12  | 10  | 7   | 4   | 7   | 14  | 10  | 1200   |
| 8    | Patrice Servelle | 5   | 15  | 8   | 16  | 7   | 8   | 7   | 9   | 1192   |
| 9    | Steven Holcomb   | 3   | 2   | 13  | 5   | 10  | 4   | -   | -   | 1050   |
| 10   | Edwin van Calker | 12  | 10  | 5   | 18  | 11  | 14  | 13  | 11  | 1040   |

### Bob à 4 masculin
| Pos. | Bobeur             | IGL | PLA | WIN | ALT | KON | MOR | WHI | CAL | Points |
| ---- | ------------------ | --- | --- | --- | --- | --- | --- | --- | --- | ------ |
| 1    | Alexsandr Zubkov   | 1   | 5   | 2   | 2   | 1   | 4   | 1   | 3   | 1671   |
| 2    | Maximilian Arndt   | 7   | 2   | 6   | 1   | 3   | 1   | 4   | 2   | 1606   |
| 3    | Manuel Machata     | 6   | 1   | 7   | 5   | 2   | 2   | 6   | 1   | 1574   |
| 4    | Alexander Kasjanov | 4   | 4   | 5   | 6   | 5   | 13  | 2   | 8   | 1418   |
| 5    | Oskars Melbardis   | 8   | 10  | 3   | 7   | 4   | 8   | -   | 4   | 1216   |
| 6    | Edgars Maskalans   | 5   | 8   | 8   | 4   | 11  | 3   | -   | 6   | 1208   |
| 7    | Steven Holcomb     | 2   | 6   | 4   | 9   | 6   | 4   | -   | -   | 1098   |
| 8    | Lyndon Rush        | 13  | 11  | 20  | -   | 8   | 7   | 3   | 5   | 1036   |
| 9    | Edwin van Calker   | 11  | 7   | 9   | 7   | 18  | 11  | -   | 7   | 1008   |
| 10   | Gregor Baumann     | 9   | 14  | 11  | 12  | 10  | 9   | -   | 14  | 936    |

### Bob à 2 féminin
| Pos. | Bobeuse               | IGL | PLA | WIN | ALT | KON | MOR | WHI | CAL | Points |
| ---- | --------------------- | --- | --- | --- | --- | --- | --- | --- | --- | ------ |
| 1    | Cathleen Martini      | 5   | 2   | 1   | 1   | 1   | 2   | 4   | 5   | 1655   |
| 2    | Anja Schneiderheinze  | 1   | 4   | 2   | 4   | 6   | 1   | 7   | 2   | 1598   |
| 3    | Sandra Kiriasis       | 2   | 5   | 7   | 2   | 4   | 3   | 2   | 3   | 1574   |
| 4    | Fabienne Meyer        | 6   | 3   | 3   | 3   | 2   | 7   | 6   | 8   | 1490   |
| 5    | Kaillie Humphries     | 7   | 1   | 10  | -   | 2   | 4   | 1   | 1   | 1389   |
| 6    | Anastasia Tambovtseva | 9   | 9   | 8   | 7   | 7   | 5   | 5   | 10  | 1312   |
| 7    | Christina Hengster    | 4   | 7   | 5   | 6   | 11  | 6   | 13  | 11  | 1296   |
| 8    | Olga Fedorova         | 8   | 6   | 6   | 12  | 9   | 16  | 9   | 9   | 1192   |
| 9    | Bree Schaaf           | 11  | 11  | 9   | 5   | 15  | 14  | 8   | 7   | 1152   |
| 10   | Paula Walker          | 10  | 10  | 12  | 8   | 7   | 13  | 15  | 6   | 1144   |

## Calendrier
| 1. Igls (2 décembre - 4 décembre 2011) |           |                                                                         |                                                                                |                                                                        |
| Date                                   | Épreuve   | Vainqueur                                                               | Deuxième                                                                       | Troisième                                                              |
| 04/12/2011                             | Bob à 4 H | Russie Alexsandr Zubkov Philipp Egorov Dmitry Trunenkov Nikolay Hrenkov | États-Unis Steven Holcomb Justin Olsen Steven Langton Curtis Tomasevicz        | Allemagne Thomas Florschuetz Martin Rostig Kevin Kuske Thomas Blaschek |
| 03/12/2011                             | Bob à 2 H | Suisse Beat Hefti Thomas Lamparter                                      | Allemagne Thomas Florschuetz Kevin Kuske                                       | États-Unis Steven Holcomb Justin Olsen                                 |
| 02/12/2011                             | Bob à 2 F | Allemagne Anja Schneiderheinze Lisette Thöne                            | Allemagne Sandra Kiriasis Petra Lammert États-Unis Elana Meyers Katie Eberling |                                                                        |

| 2. La Plagne (9 décembre - 11 décembre 2011) |           |                                                                       |                                                                |                                                                        |
| Date                                         | Épreuve   | Vainqueur                                                             | Deuxième                                                       | Troisième                                                              |
| 11/12/2011                                   | Bob à 4 H | Allemagne Manuel Machata Florian Becke Andreas Bredau Christian Poser | Allemagne Maximilian Arndt Rene Tiefert Jan Speer Martin Putze | Allemagne Thomas Florschuetz Gino Gerhardi Kevin Kuske Thomas Blaschek |
| 10/12/2011                                   | Bob à 2 H | Allemagne Thomas Florschuetz Kevin Kuske                              | États-Unis Steven Holcomb Steven Langton                       | Suisse Beat Hefti Thomas Lamparter                                     |
| 09/12/2011                                   | Bob à 2 F | Canada Kaillie Humphries Emily Baadsvik                               | Allemagne Cathleen Martini Janine Tischer                      | Suisse Fabienne Meyer Hanne Schenk                                     |

| 3. Winterberg (17 décembre - 18 décembre 2011) |           |                                                                        |                                                                         |                                                                      |
| Date                                           | Épreuve   | Vainqueur                                                              | Deuxième                                                                | Troisième                                                            |
| 18/12/2011                                     | Bob à 4 H | Allemagne Thomas Florschuetz Gino Gerhardi Kevin Kuske Thomas Blaschek | Russie Alexsandr Zubkov Philipp Egorov Dmitry Trunenkov Nikolay Hrenkov | Lettonie Oskars Melbardis Helvijs Lusis Arvis Vilkaste Janis Strenga |
| 17/12/2011                                     | Bob à 2 H | Allemagne Thomas Florschuetz Kevin Kuske                               | Suisse Beat Hefti Thomas Lamparter                                      | Lettonie Oskars Melbardis Daumants Dreiskens                         |
| 17/12/2011                                     | Bob à 2 F | Allemagne Cathleen Martini Janine Tischer                              | Allemagne Anja Schneiderheinze Lisette Thöne                            | Suisse Fabienne Meyer Hanne Schenk                                   |

| 4. Altenberg (6 janvier - 8 janvier 2012) |           |                                                                              |                                                                         |                                                                        |
| Date                                      | Épreuve   | Vainqueur                                                                    | Deuxième                                                                | Troisième                                                              |
| 08/01/2012                                | Bob à 4 H | Allemagne Maximilian Arndt Marko Huebenbecker Alexander Rödiger Martin Putze | Russie Alexsandr Zubkov Philipp Egorov Dmitry Trunenkov Nikolay Hrenkov | Allemagne Thomas Florschuetz Ronny Listner Kevin Kuske Thomas Blaschek |
| 07/01/2012                                | Bob à 2 H | Allemagne Thomas Florschuetz Kevin Kuske                                     | Allemagne Maximilian Arndt Marko Huebenbecker                           | Suisse Beat Hefti Thomas Lamparter                                     |
| 06/01/2012                                | Bob à 2 F | Allemagne Cathleen Martini Janine Tischer                                    | Allemagne Sandra Kiriasis Petra Lammert                                 | Suisse Fabienne Meyer Hanne Schenk                                     |

| 5. Königssee (13 janvier - 15 janvier 2012) |           |                                                                         |                                                                            |                                                                     |
| Date                                        | Épreuve   | Vainqueur                                                               | Deuxième                                                                   | Troisième                                                           |
| 15/01/2012                                  | Bob à 4 H | Russie Alexsandr Zubkov Philipp Egorov Dmitry Trunenkov Maxim Mokrousov | Allemagne Manuel Machata Marko Huebenbecker Andreas Bredau Christian Poser | Allemagne Maximilian Arndt Jan Speer Alexander Rödiger Martin Putze |
| 14/01/2012                                  | Bob à 2 H | Suisse Beat Hefti Thomas Lamparter                                      | Canada Lyndon Rush Jesse Lumsden                                           | Allemagne Manuel Machata Andreas Bredau                             |
| 13/01/2012                                  | Bob à 2 F | Allemagne Cathleen Martini Berit Wiacker                                | Canada Kaillie Humphries Emily Baadsvik                                    | Suisse Fabienne Meyer Hanne Schenk                                  |

| 6. Saint-Moritz (20 janvier - 22 janvier 2012) |           |                                                                     |                                                                            |                                                                        |
| Date                                           | Épreuve   | Vainqueur                                                           | Deuxième                                                                   | Troisième                                                              |
| 22/01/2012                                     | Bob à 4 H | Allemagne Maximilian Arndt Jan Speer Alexander Rödiger Martin Putze | Allemagne Manuel Machata Marko Huebenbecker Andreas Bredau Christian Poser | Lettonie Edgars Maskalans Daumants Dreiskens Ugis Zalims Intars Dambis |
| 21/01/2012                                     | Bob à 2 H | Allemagne Maximilian Arndt Marko Huebenbecker                       | Suisse Beat Hefti Thomas Lamparter                                         | Allemagne Manuel Machata Andreas Bredau                                |
| 20/01/2012                                     | Bob à 2 F | Allemagne Anja Schneiderheinze Lisette Thöne                        | Allemagne Cathleen Martini Janine Tischer                                  | Allemagne Sandra Kiriasis Franziska Bertels                            |

| 7. Whistler (3 février - 5 février 2012) |           |                                                                         |                                                                             |                                                               |
| Date                                     | Épreuve   | Vainqueur                                                               | Deuxième                                                                    | Troisième                                                     |
| 05/02/2012                               | Bob à 4 H | Russie Alexsandr Zubkov Philipp Egorov Dmitry Trunenkov Maxim Mokrousov | Russie Alexander Kasjanov Denis Moiseychenkov Maxim Belugin Nikolay Hrenkov | Canada Lyndon Rush Jesse Lumsden Cody Sorensen Neville Wright |
| 04/02/2012                               | Bob à 2 H | Canada Lyndon Rush Jesse Lumsden                                        | Allemagne Maximilian Arndt Martin Putze                                     | Suisse Beat Hefti Thomas Lamparter                            |
| 03/02/2012                               | Bob à 2 F | Canada Kaillie Humphries Emily Baadsvik                                 | Allemagne Sandra Kiriasis Berit Wiacker                                     | Canada Helen Upperton Shelley-Ann Brown                       |

| 8. Calgary (10 février - 12 février 2012) |           |                                                                            |                                                               |                                                                         |
| Date                                      | Épreuve   | Vainqueur                                                                  | Deuxième                                                      | Troisième                                                               |
| 12/02/2012                                | Bob à 4 H | Allemagne Manuel Machata Marko Huebenbecker Andreas Bredau Christian Poser | Allemagne Maximilian Arndt Jan Speer Kevin Kuske Martin Putze | Russie Alexsandr Zubkov Philipp Egorov Dmitry Trunenkov Maxim Mokrousov |
| 11/02/2012                                | Bob à 2 H | Suisse Beat Hefti Thomas Lamparter                                         | Allemagne Manuel Machata Andreas Bredau                       | Allemagne Maximilian Arndt Kevin Kuske                                  |
| 10/02/2012                                | Bob à 2 F | Canada Kaillie Humphries Jennifer Ciochetti                                | Allemagne Anja Schneiderheinze Lisette Thöne                  | Allemagne Sandra Kiriasis Petra Lammert                                 |